# エステバニコ
エステバニコ（Estevanico, およそ1503年 - 1539年）は北アフリカ出身のベルベル人で、探検家。エステバニコは当時ポルトガルの飛び領地だったモロッコのアザモール（Azamor、現アゼンムール）の町に生まれた。エステバニコは1513年にポルトガル人によって奴隷にされ、1520年にスペイン貴族のアンドレス・ドランテス・デ・カランツァに売られた。
エステバニコは、1527年、フロリダを征服するためのパンフィロ・デ・ナルバエスの遠征に参加し、ドランテスと共にイスパニョーラ島とキューバを旅した。この遠征で、エステバニコは、アメリカ合衆国本土に足を踏み入れた最初のアフリカ人となった。彼とドランテスは不運なナルバエス遠征隊の4名の生存者のうちの2名である。エステバニコはその他の乗員とともに一時しのぎのいかだに乗ってメキシコを目指していたが、集団はメキシコ湾沿いのガルベストン島で難破し、ほとんどの乗員は溺れるか飢え死にするか、先住民に殺されるかして、1533年までには、エステバニコ、アンドレス・ドランテス・デ・カランツァ、アルバル・ヌニェス・カベサ・デ・バカ、アロンソ・デル・カスティーリョ・マルドナドの4名だけが生き残った。彼らは現在のルイジアナ州沖の島に居住していた先住民アナナリヴォ族に4年間奴隷にされもしたが、最終的にアメリカ内陸部に向けて脱出し、行く先々で先住民の他の部族と接触し、現在のアリゾナ州南東部とソノラ砂漠を横切り、ヌエバ・エスパーニャ（現在のメキシコ）のシナロアにたどり着いた。
1539年、エステバニコを含む4人が黄金のシボラの7都市を探すマルコス・デ・ニサの探険隊にガイドとして同行した。しかし他のメンバーが病気になり、エステバニコは一人で探険を続け、現在のニューメキシコ州とアリゾナ州にあたる地域を発見した。彼は現在のズニ（Zuni）の村ハウィクー（Hawikuh、現ニューメキシコ州西部）で殺された。エステバニコが持っていた薬入れのひょうたんがズニにとって死を象徴する鳥であるフクロウの羽で装飾されていたこともあり、ズニの人々はエステバニコを信用しなかったからである。